# Dialektik der Aufklärung
Dialektik der Aufklärung ist eine im Untertitel als Philosophische Fragmente bezeichnete Sammlung von Essays von Max Horkheimer und Theodor W. Adorno aus dem Jahr 1944 und gilt als eines der grundlegenden und meistrezipierten Werke der Kritischen Theorie der Frankfurter Schule.
Angesichts des Triumphs von Faschismus und Monopolkapitalismus als neue Herrschaftsformen, denen die Gesellschaft keinen wirksamen Widerstand entgegensetzte, unterzogen die Autoren den Vernunftbegriff der Aufklärung einer radikalen Kritik. Sie formulierten die These, dass sich bereits zu Beginn der Menschheitsgeschichte mit der Selbstbehauptung des Subjekts gegenüber einer bedrohlichen Natur eine instrumentelle Vernunft durchgesetzt habe, die sich als Herrschaft über die äußere und innere Natur und schließlich in der institutionalisierten Herrschaft von Menschen über Menschen verfestigte. Ausgehend von diesem „Herrschaftscharakter“ der Vernunft beobachteten Horkheimer und Adorno einen Aufschwung der Mythologie, die „Rückkehr der aufgeklärten Zivilisation zur Barbarei in der Wirklichkeit“, die sich in der gegenwärtigen Gesellschaft auf unterschiedliche Weise manifestiere. Diese „Verschlingung von Mythos und Aufklärung“ (Habermas) habe nicht einen Befreiungs-, sondern einen universellen Selbstzerstörungsprozess der Aufklärung in Gang gesetzt. Diesem Prozess durch „Selbstbesinnung“ und Selbstkritik der Aufklärung Einhalt zu gebieten, war ein zentrales Motiv der Autoren.

## Entstehung und Adressat
Das Buch entstand in den Jahren 1939–1944 unter Mitwirkung von Gretel Adorno, die die Gespräche zwischen den beiden Verfassern protokollierte und ihnen – nach den Worten Horkheimers – bei der Fortbildung ihrer Theorie „im schönsten Sinn geholfen [hat]“. Entstehungskontext ist das Exil der Verfasser in Los Angeles, während sich in der Hauptphase ihrer Arbeit bereits das Ende der nationalsozialistischen Herrschaft in Deutschland abzeichnete.
In einem Memorandum aus dem Jahr 1938 hatte Horkheimer den Plan zu einem umfangreichen Werk über eine „dialektische Logik“ skizziert.
Das geplante Buch sollte die Logik in ähnlicher Weise „wie Hegel in seinem großen Werke“ auffassen, nicht als Aufzählung abstrakter Denkformen, sondern als „Bestimmung der wichtigsten inhaltlichen Kategorien des fortgeschrittensten Bewußtseins der Gegenwart“.
Ursprünglich hatte er intendiert, wie er in einem Brief an Felix Weil darlegte, dass Weil und Pollock „an der Ausgestaltung der prinzipielleren Partien“ beteiligt werden sollten. „[U]nsere Deutung der gegenwärtigen Phase […] muß mit historischem und ökonomischem Material bis zum Platzen gefüllt sein, sonst wirkt sie als Raisonnement.“ Zu dieser Mitarbeit kam es indessen nicht. Bis Ende 1941 war neben Adorno auch Herbert Marcuse als möglicher Mitarbeiter Horkheimers im Gespräch. Adorno und Horkheimer betonten stets ihre gemeinsame Verfasserschaft, doch manche Textteile lassen sich einem der beiden zuordnen: So stammt der erste Exkurs eindeutig von Adorno, der zweite von Horkheimer. Zu anderen Kapiteln erstellten Horkheimer zum „Begriff der Aufklärung“ und Adorno zur „Kulturindustrie“ erste Entwürfe, die beide Autoren mit gleichgewichtigen Anteilen überarbeiteten. Die „Aufzeichnungen und Entwürfe“ des letzten Kapitels sind eine Sammlung von Horkheimers Aphorismen.
Die als „Fragmente“ im Untertitel ausgewiesenen Texte verweisen auf die mikrologische Methode, die insbesondere Adorno von Walter Benjamin übernahm. In einer der vorbereitenden Diskussionen mit Horkheimer betonte Adorno, dass im „fragmentarisch Konkreten“ die „Möglichkeit des Ganzen enthalten“ sei. Der niederländische Philosoph Jan Baars deutet den fragmentarischen Charakter des Buches, der auf jeder Seite präsent sei, als Adornos Dominanz gegenüber Horkheimer, der ja ursprünglich auf ein systematisches Gesamtwerk ausgewesen sei.
Um das Institut finanziell zu entlasten, hatte Horkheimer Mittel vom American Jewish Committee (AJC) für ein „Antisemitismus-Projekt“ eingeworben. Diesem Projekt widmeten er und Adorno, neben der gemeinsamen Arbeit an der Dialektik der Aufklärung, auch einen Teil ihrer Arbeit an der Westküste. Während Horkheimer vornehmlich Leitungs- und Organisationsaufgaben für die vom AJC finanzierte Publikationsserie Studies in Prejudice wahrnahm, verfertigte Adorno Inhaltsanalysen öffentlicher Reden antidemokratischer Agitatoren. Im Kapitel „Elemente des Antisemitismus“ der Dialektik der Aufklärung schlug sich die Verschränkung ihrer Arbeiten an beiden Projekten nieder. Ihr Gemeinschaftswerk schlossen sie im Frühjahr 1944 ab; mit dem Titel „Philosophische Fragmente“ und der Widmung „Friedrich Pollock zum 50. Geburtstag“ überreichten sie es als Typoskript dem Geehrten. Hiernach konnte Adorno sich voll der Forschungsarbeit am Antisemitismus-Projekt widmen. In Kooperation mit der von dem Sozialpsychologen R. Nevitt Sanford geleiteten Berkeley Public Opinion Study Group entwickelte er die F-Skala (F steht für Faschismus) zur Messung von Einstellungen und Eigenschaften autoritärer Persönlichkeiten vermittels projektiver Fragen. Aus der Kooperation mit Sanford und seinen beiden Mitarbeitern, Else Frenkel-Brunswik (einer aus Österreich emigrierten Psychoanalytikerin) und Daniel J. Levinson, ging die spätere Publikation The Authoritarian Personality als die erste der fünf Studies in Prejudice hervor.
Als Adressaten ihres gemeinsamen Werks nannten die Autoren einen „eingebildeten Zeugen“:

„Wenn die Rede heute an einen sich wenden kann, so sind es weder die sogenannten Massen, noch der Einzelne, der ohnmächtig ist, sondern eher ein eingebildeter Zeuge, dem wir es hinterlassen, damit es doch nicht ganz mit uns untergeht.“

Für dieses Bild hat sich in der Rezeption die Metapher der „Flaschenpost“ eingebürgert, die im Kreis der Theoretiker der Frankfurter Schule zur Selbstcharakterisierung, schon vor ihrer ersten gedruckten Fassung in Adornos Philosophie der neuen Musik (1958), gebraucht wurde, wie Willem van Reijen und Gunzelin Schmid Noerr zu belegen wissen, und die vierzig Jahre später keinen Zweifel mehr haben, dass sie ihren Adressaten gefunden hat.

## Veröffentlichung
Die Erstausgabe erschien 1944 im Herstellungsverfahren der Mimeographie unter dem Titel Philosophische Fragmente mit der Widmung „Friedrich Pollock zum 50. Geburtstag“ im New York Institute of Social Research. 1947 wurde das Werk in seiner endgültigen Fassung im Querido Verlag in Amsterdam in Druckform herausgegeben. Die in der Buchfassung vorgenommenen Änderungen ersetzten einige marxsche Termini (wie Kapital, Monopol, Profit) durch „weniger belastete Ausdrücke“, z. B. wird aus Kapital „Wirtschaft“, aus Produktionsverhältnissen „Formen der Wirtschaft“. 1966 erschien eine italienische Ausgabe mit 29 Textänderungen gegenüber der Ausgabe von 1947, die von Pollock aus Bedenken gegen einen allzu offenen marxistischen Soziolekt vorgeschlagen worden waren.

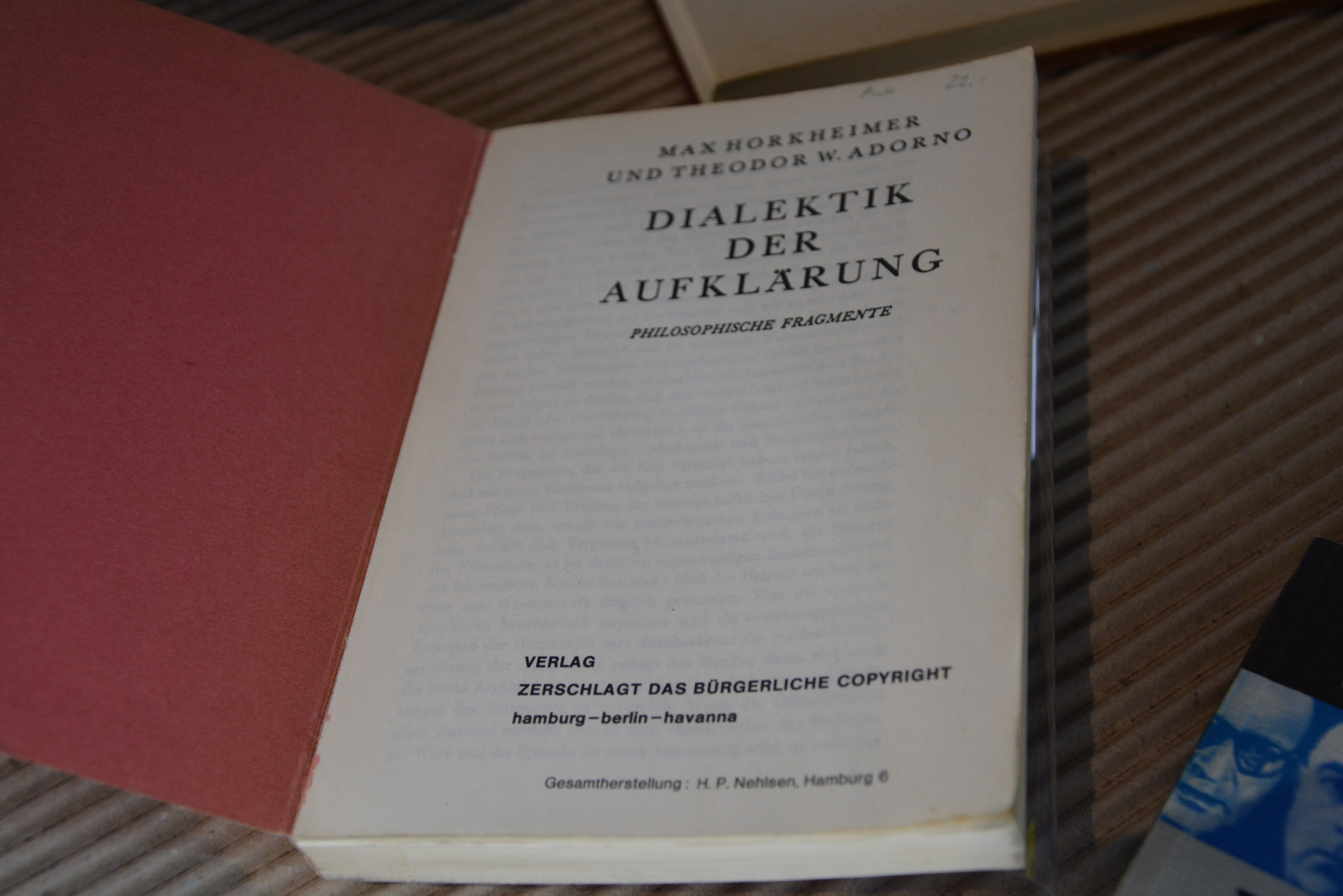
Raubdruck von Horkheimers und Adornos Dialektik der Aufklärung, erschienen im Verlag Zerschlagt das bürgerliche Copyright

 In den 1960er Jahren kursierte der Text, in Raubdrucken verbreitet, in deutschen Studentenkreisen, wo er intensiv rezipiert wurde. Nachdem eine Frankfurter Studentenzeitung die Änderungen in der italienischen Ausgabe publik gemacht und kritisch kommentiert hatte, erschien eine offizielle deutsche Neuausgabe 1969 mit geringfügigen inhaltlichen Eingriffen im Vergleich mit der Ausgabe von 1947, die ja schon die erwähnte Ersetzung marxistischer Begriffe und Formulierungen enthielt.
Die Dialektik der Aufklärung gilt als ein Hauptwerk der Kritischen Theorie. Adornos und Horkheimers „spätere Schriften können als Versuche gelesen werden, die Analysen und Erörterungen des gemeinsamen Werkes weiter zu bedenken“. Beispielsweise berichtete Adorno später:

„Das Kapitel ‚Elemente des Antisemitismus‘ in der ‚Dialektik der Aufklärung‘, das Horkheimer und ich im strengsten Sinn gemeinsam verfaßten, nämlich buchstäblich zusammen diktierten, war verbindlich für meinen Anteil an den später mit der Berkeley Public Opinion Study Group durchgeführten Untersuchungen. Sie fanden in der ‚Authoritarian Personality‘ [1950] ihren literarischen Niederschlag.“

## Grundthese
Horkheimer und Adorno werteten ihre gemeinsame Arbeit als „Selbstvergewisserung über die Prämissen einer Kritischen Theorie unter den gegebenen historischen und gesellschaftlichen Bedingungen“, zu denen zuvorderst die Entstehungsbedingungen des Faschismus zählten. Sie erzählen „die Geschichte vom Glanz und Elend der Aufklärung“. Die Autoren begründen darin die These, dass das Scheitern der Aufklärung in der „Einheit von formaler und instrumenteller Vernunft“ ihres Denkens angelegt sei. Diesen „spezifisch abendländischen, auf Selbsterhaltung und Herrschaft abzielenden Rationalitätstypus“ verfolgen die Autoren bis an den Beginn der Menschheitsgeschichte zurück. Der einst mythische Zugang zur Welt werde zwar rational aufgeklärt, aber mit der stufenweisen Vervollkommnung der Naturbeherrschung schlage Aufklärung als „Herrschaft über eine objektivierte äußere und die reprimierte innere Natur“ selbst in Mythologie zurück. „Wie die Mythen schon Aufklärung vollziehen, so verstrickt Aufklärung mit jedem ihrer Schritte tiefer sich in Mythologie“, in eine Mythologie, die im Positivismus des Faktischen kulminiert, der die bestehenden gesellschaftlichen Verhältnisse als notwendige darstellt und die den „Einzelnen […] gegenüber den ökonomischen Mächten vollends annulliert“. Horkheimer und Adorno reagierten mit ihrer Schrift auf die „rätselhafte Bereitschaft der technologisch erzogenen Massen“, sich dem Despotismus der totalitären Ideologien und Herrschaftsformen auszuliefern, und werteten dieses Verhalten als „Zusammenbruch der bürgerlichen Zivilisation“ und ein Versinken in eine „neue Art der Barbarei“. Bei aller Radikalität machen sie nicht die „Liquidation von Aufklärung zu ihrer eigensten Sache“. Die an der Aufklärung geübte Kritik verwirft keineswegs deren Idee, sondern will „einen positiven Begriff von ihr vorbereiten, der sie aus ihrer Verstrickung in blinder Herrschaft löst“. Kontrovers bleibt nach Rahel Jaeggi, ob dies den Autoren gelingt und nicht Albrecht Wellmers Einschätzung zutrifft, dass ihnen die Dialektik der Aufklärung zur „Theorie einer endgültig verfinsterten Moderne, aus deren Teufelskreis […] es keinen Ausweg mehr zu geben [scheint]“, wird.

## Stellenwert in der Entwicklung der Kritischen Theorie
Dem Herausgeber der Gesammelten Schriften Horkheimers, Gunzelin Schmid Noerr, zufolge mache die Arbeit der beiden Autoren an der Dialektik der Aufklärung im Hinblick auf ihre theoretische Physiognomie divergierende Pfade ihrer Theorieentwicklung erkennbar: Für Adorno reihe sich das Werk weitgehend bruchlos in sein Denken ein, während es für Horkheimer den exponiertesten Ausdruck einer theoretischen Abkehr von seinen Aufsätzen der dreißiger Jahre in der Zeitschrift für Sozialforschung darstelle. Diese waren noch von der Zuversicht getragen, dass die Ideen der philosophischen und politischen Aufklärung materialistisch zu übersetzen und praktisch zu verwirklichen wären, eine Annahme, die die These von der „Universalität des Verblendungszusammenhangs“ radikal in Frage stellte. Mit den politischen Erfahrungen des expandierenden Faschismus, der manipulativen Macht der monopolistischen Massengesellschaft im Westen und des stalinistischen Staatssozialismus im Osten schwand die Hoffnung auf eine Umwälzung der gesellschaftlichen Verhältnisse, mit der Folge, dass die Kritische Theorie „theoretisch radikaler und praktisch konservativer“ wurde.

## Einflüsse
Horkheimer und Adorno übernehmen in ihrer Aufklärungskritik unter anderem Motive von Friedrich Nietzsche, dem „unerbittlichen Vollender der Aufklärung“, ebenso wie von Max Weber, Siegfried Kracauer und Georg Lukács. Sie finden Nietzsches „mitleidlose Lehren“ von der „Identität von Herrschaft und Vernunft barmherziger als jene der moralischen Lakaien des Bürgertums“. Vorweggenommen hat Nietzsche den Gedanken, dass sich „hinter den Objektivitätsidealen und den Wahrheitsansprüchen des Positivismus, hinter den asketischen Idealen und den Richtigkeitsansprüchen der universalistischen Moral […] Selbsterhaltungs- und Herrschaftsimperative“ verbergen. Nietzsche brachte als Erster „die Gesinnung der ästhetischen Moderne auf den Begriff“ mit der „Rebellion gegen alles Normative“. Ohne Nietzsche wäre Schmid Noerr zufolge die Dialektik der Aufklärung mit ihrer Grundthese der Verschränkung von Rationalität und Mythos nicht möglich gewesen. Der Einfluss Max Webers zeigt sich nach Andreas Hetzel in der Übernahme seines Theorems der abendländischen Entzauberung der Welt durch Rationalisierung und dem damit verbundenen Kohärenz-, Sinn- und Freiheitsverlust. Das „Ineinander von Vernunft und Mythos“ hatte Kracauer in den 1920er Jahren am Beispiel der Massenornamente aufgezeigt, die er als „mythologischen Kult“ bezeichnete. Von dem französischen Philosophen und Soziologen Roger Caillois übernahmen sie den Begriff der „Mimesis“ (le mimétisme). Der frühe Lukács lieferte die kritischen Begriffe der „zweiten Natur“ und der Verdinglichung der menschlichen Beziehungen in der kapitalistischen Warenwelt mit den verheerenden Konsequenzen für das Bewusstsein der Massen. Der Historiker und Pollock-Biograf Philipp Lenhard schreibt auch der Staatskapitalismus-Theorie des Widmungsträgers des Buches, Friedrich Pollock, einen nachhaltigen Einfluss zu. Die Änderungen gegenüber der hektographierten Ausgabe von 1944 (s. oben) machen deutlich, dass die Autoren, im Sinne der pollockschen Analyse, sich „endgültig von einer Form des Marxismus distanzieren, die ein Primat der Ökonomie unterstellt“.

## Gliederung
Das Buch gliedert sich in eine Vorrede, fünf essayistische Abhandlungen und daran anschließende „Aufzeichnungen und Entwürfe“, die schon vor Abschluss der Essays entstanden waren.
Vorrede
- Dargelegt wird darin der Entstehungsanlass des Buches – Friedrich Pollocks fünfzigster Geburtstag – angesichts des „Zusammenbruchs der bürgerlichen Zivilisation“ und der „Selbstzerstörung der Aufklärung“, zu deren Verständnis die nachfolgenden Fragmente beitragen sollen. Dabei soll die an der Aufklärung geübte Kritik „einen positiven Begriff von ihr vorbereiten, der sie aus ihrer Verstrickung in blinder Herrschaft löst“.[42]

[1. Kapitel:] Begriff der AufklärungHier werden die theoretischen Grundlagen des Begriffs der „Aufklärung“ erörtert, die Dialektik von Natur und Naturbeherrschung, von Mythos und Aufklärung, und es wird die Hypothese formuliert, wie die aufgeklärte Rationalität mit der gesellschaftlichen Wirklichkeit – einer Wirklichkeit von Herrschenden und Beherrschten – verknüpft sei.
[2. Kapitel:] (Exkurs I) Odysseus oder Mythos und AufklärungAnhand der „Odyssee“, einem frühen Zeugnis abendländischer Zivilisation, wird die Dialektik von Mythos und Aufklärung als eine bereits vormoderne Auseinandersetzung mit einer mythisch verstandenen Natur durch elementare Vorformen einer aufgeklärten Naturbeherrschung interpretiert.
[3. Kapitel:] (Exkurs II) Juliette oder Aufklärung und MoralIn einer Gegenüberstellung von Kant mit de Sade und Nietzsche wird argumentiert, dass die aufgeklärte Vernunft durch die von ihr bewirkte „Unterwerfung alles Natürlichen unter das selbstherrliche Subjekt“ nicht wie von Kant gewünscht moralisch, sondern amoralisch sein könne.
[4. Kapitel:] Kulturindustrie – Aufklärung als MassenbetrugHier wird behauptet, dass die Steigerung der wirtschaftlichen Produktivität in eine Ökonomisierung aller Lebensbereiche fortschreite und damit letztlich in einem „Ausverkauf der Kultur“ ende, wo Sinn durch die kalkulierten Dummheiten des Amüsements ersetzt werde und das Wirtschaftsgeschehen als Ausfluss der objektivierten Macht logischer Rationalisierungsprozesse unreflektiert verherrlicht werde.
[5. Kapitel:] Elemente des Antisemitismus. Grenzen der AufklärungAnhand der Ideengeschichte des Antisemitismus wird thesenhaft dargelegt, dass der herrschenden Vernunft wesensgemäß ein Irrationalismus innewohne, der sich im faschistischen Denken einen antizivilisatorischen Ausdruck verschaffte. Daher wird die Rückkehr zur Barbarei als integraler Teil der Moderne verstanden, der nicht einfach abgespalten werden könne.
[6. Kapitel:] Aufzeichnungen und EntwürfeIm Schlusskapitel versammeln sich unvollendete Gedanken, teils aus den vorhergehenden Abschnitten abgeleitet, von denen sich die meisten auf eine „dialektische Anthropologie“ beziehen.
Die Gliederung betont den fragmentarischen Charakter der Untersuchungen und lässt erkennen, dass es Horkheimer und Adorno nicht um ein logisch strukturiertes und abgeschlossenes Werk ging.
Der Publikation des Buches in Adornos Gesammelten Schriften Band 3 von 1981 ist als Anhang der in seinem Nachlass gefundene dreißigseitige Text aus dem Jahr 1942 beigegeben: „Das Schema der Massenkultur“ mit dem Untertitel „Kulturindustrie (Fortsetzung)“.

### Begriff der Aufklärung
Horkheimer und Adorno rekapitulierten in der ersten Hälfte des 20. Jahrhunderts, dass im Zeichen der Aufklärung es der Menschheit nicht gelang, „in einen wahrhaft menschlichen Zustand einzutreten“. Sie erörterten die Frage, wie der Rationalitätsglaube in Form einer „instrumentellen Vernunft“ als Verblendung auf die Subjekte des Denkens zurückwirken konnte.
Die Anfangssätze der ersten Abhandlung, die dem „Begriff der Aufklärung“ gewidmet ist, lauten:
„Seit je hat Aufklärung im umfassendsten Sinn fortschreitenden Denkens das Ziel verfolgt, von den Menschen die Furcht zu nehmen und sie als Herren einzusetzen. Aber die vollends aufgeklärte Erde strahlt im Zeichen triumphalen Unheils. Das Programm der Aufklärung war die Entzauberung der Welt. Sie wollte die Mythen auflösen und Einbildung durch Wissen stürzen.“
Zusammengefasst wird die Abhandlung im Vorwort: „Schon der Mythos ist Aufklärung, und: Aufklärung schlägt in Mythologie zurück.“
Es scheine nur so, als ob das aufgeklärte Weltbild dem mythischen überlegen sei. In Wahrheit seien diese beiden Ansätze sehr eng miteinander verwandt. Das Ideal der Aufklärung ist die rationale Erklärung der Welt, um die Natur zu beherrschen. In ihr werde der Begriff durch die Formel ersetzt. Durch die argumentative Verteidigung der mythischen Weltdeutung werde das Prinzip der Rationalität der Aufklärung schon anerkannt. Dadurch werde sie in jeder Auseinandersetzung mächtiger. „Als Sein und Geschehen wird von der Aufklärung nur anerkannt, was durch Einheit sich erfassen lässt; ihr Ideal ist das System, aus dem alles und jedes folgt.“ Alle Götter und Qualitäten sollen zerstört werden. Dabei übersieht sie, dass die Mythen schon ein Produkt der Aufklärung sind. „Als Gebieter über Natur gleichen sich der schaffende Gott und der ordnende Geist.“ Sie haben die gleichen Wurzeln, denn „Mythen wie magische Riten meinen die sich wiederholende Natur.“
Nach Horkheimer und Adorno ist die Abstraktion das Werkzeug, mit dem die Logik von der Masse der Dinge geschieden wird. Das Mannigfaltige wird quantitativ unter eine abstrakte Größe gestellt und vereinheitlicht, um es handhabbar zu machen. Das symbolisch Benannte wird formalisiert; in der Formel wird es berechenbar und damit einem Nützlichkeitsaspekt unterzogen, verfügbar und manipulierbar zu sein. Das Schema der Berechenbarkeit wird zum System der Welterklärung. Alles, was sich dem instrumentellen Denken entzieht, wird des Aberglaubens verdächtigt. Der moderne Positivismus verbannt es in die Sphäre des Unobjektiven, des Scheins.
Aber diese Logik ist eine Logik des Subjekts, die unter dem Zeichen der Herrschaft, der Naturbeherrschung, auf die Dinge wirkt. Diese Herrschaft tritt dem Einzelnen nunmehr als Vernunft gegenüber, die die objektive Weltsicht organisiert.
In der Vereinheitlichung des Denkens auf den Menschen angewendet, werden die gesellschaftlichen Subjekte zum manipulierbaren Kollektiv. Die wissenschaftliche Weltherrschaft wendet sich gegen die denkenden Subjekte und verdinglicht in der Industrie, der Planung, der Arbeitsteilung, der Ökonomie die Menschen zu Objekten. Unter der Herrschaft des Allgemeinen werden die Subjekte nicht nur den Dingen entfremdet, sondern die Menschen selbst versachlicht. Das Allgemeine tritt ihnen als totalitäre Herrschaftsform gegenüber, die sich die Einzelnen nach ihrem Maß zurichtet. Der Fortschritt wird destruktiv; statt Befreiung von den Zwängen der überwältigenden Natur wird Anpassung an die Technik und das Marktgeschehen gefordert, an die Stelle der befreienden Aufklärung aus der Unmündigkeit tritt das wirtschaftliche und politische Interesse, das Bewusstsein der Menschen zu manipulieren. Aufklärung wird zum Massenbetrug.

### Exkurs I:Odysseus oder Mythos und Aufklärung
„Kein Werk […] legt von der Verschlungenheit von Aufklärung und Mythos beredteres Zeugnis ab als das homerische, der Grundtext der europäischen Zivilisation.“ In ihrer berühmt gewordenen Lektüre der Odyssee rekonstruieren Horkheimer und Adorno die Geschichte einer Entsagung. Odysseus erscheint auf seiner Irrfahrt über das ägäische Meer und in der Begegnung mit Gestalten und Naturkräften der griechischen Mythologie „als Urbild […] des bürgerlichen Individuums“, das sich listig am Leben erhält und Selbstbehauptung durch Selbstverleugnung betreibt. „Die Irrfahrt von Troja nach Ithaka ist der Weg des leibhaft gegenüber der Naturgewalt unendlich schwachen und im Selbstbewusstsein erst sich bildenden Selbst durch die Mythen. Die Vorwelt ist in den Raum säkularisiert, den er durchmisst, die alten Dämonen bevölkern den fernen Rand und die Inseln des zivilisierten Mittelmeeres“.
Das Mittel, seine Reise zu bestehen und sich als Subjekt zu behaupten ist die List, der Betrug an den zunächst übermächtigen Kräften, jedoch auch um den Preis einer Form von Selbstaufgabe: „Das Moment des Betrugs im Opfer [an die Naturgottheiten] ist das Urbild der odysseischen List“. „Der Seefahrer Odysseus übervorteilt die Naturgottheiten wie einmal der zivilisierte Reisende die Wilden, denen er Glasperlen […] bietet“. Jedoch: „Der Listige überlebt nur um den Preis seines eigenen Traums, den er abdingt, indem er wie die Gewalten draußen sich selbst entzaubert. Er eben kann nie das Ganze haben, er muss immer warten können, Geduld haben, verzichten, er darf nicht vom Lotos essen und nicht von den Rindern des heiligen Hyperion, und wenn er durch die Meerenge steuert, muss er den Verlust der Gefährten einkalkulieren, die Szylla aus dem Schiff reißt.“
In diesem Tun und Werden bildet sich der „instrumentelle Geist“ im Subjekt heraus, der die abendländische Zivilisation bestimmen wird. „Der listige Einzelgänger ist schon der homo oeconomicus, dem einmal alle Vernünftigen gleichen. […] Dem Zufall des Wellengangs ausgeliefert, hilflos isoliert, diktiert ihnen ihre Isoliertheit die rücksichtslose Verfolgung des atomistischen Interesses.“
Auch das unterdrückerische und von verschiedenen Entsagungen begleitete Verhältnis von Frau und Mann in der abendländischen Zivilisation nehme in der Odyssee sichtbare Gestalt an. Die Reise des Odysseus ist die der Heimkehr zu seinem Anwesen und zu seiner Ehefrau. Dabei muss bzw. will er den Verlockungen der Kirke und der Sirenen widerstehen; seine Frau wehrt unterdessen die zudringlichen Freier ab. Es nimmt „der Doppelsinn im Verhältnis des Mannes zur Frau, Sehnsucht und Gebot, bereits die Form eines durch Verträge geschützten Tausches an. Entsagung ist dafür die Voraussetzung. Odysseus widersteht dem Zauber der Kirke.“ Und: „Dirne und Ehefrau sind die Komplemente der weiblichen Selbstentfremdung in der patriarchalen Welt: die Ehefrau verrät Lust an die feste Ordnung von Leben und Besitz, während die Dirne, […] nochmals dem Besitzverhältnis unterstellt [ist] und Lust verkauft.“
Horkheimer und Adorno spannen in dem Essay Odysseus oder Mythos und Aufklärung den historischen Bogen von der Auseinandersetzung mit den mythologischen Naturgottheiten als ein proto-aufgeklärtes Handeln bis in die Gegenwart: „Furchtbares hat die Menschheit sich antun müssen, bis das Selbst, der identische, zweckgerichtete, männliche Charakter des Menschen geschaffen war, und etwas davon wird noch in jeder Kindheit wiederholt.“

### Exkurs II:Juliette oder Aufklärung und Moral
Der Marquis de Sade wurde als Philosoph erst in den 1930er Jahren entdeckt. Er wurde der Aufklärung, genauer: dem „französischen Materialismus“ zugerechnet. Erich Fromm, als Mitarbeiter des von Horkheimer gegründeten Frankfurter Instituts für Sozialforschung, machte 1934, als sich die dort versammelten Vertreter der Kritischen Theorie noch als Avantgarde der Aufklärung sahen, auf die „sehr fruchtbaren Gedanken de Sades“ aufmerksam. Sades Gedanken waren aber für sie erst brauchbar, als Horkheimer und Adorno ihr Buch Dialektik der Aufklärung schrieben. Darin stellten beide 1944 fest: „Die vollends aufgeklärte Erde strahlt im Zeichen triumphalen Unheils“. Diese Wahrnehmung veranlasste sie zu einer Revision ihrer früheren Position und zur kritischen Reflexion der Aufklärungsidee. Eine wesentliche Rolle dabei spielten die Ideen de Sades.
Horkheimer und Adorno befassen sich im Kapitel Juliette oder Aufklärung und Moral ihrer Dialektik der Aufklärung unter Bezugnahme auf de Sades Roman Juliette oder die Vorteile des Lasters ausführlich mit den Ansichten de Sades und Nietzsches und stellen sie den philosophischen Gedanken Immanuel Kants gegenüber.
In Kants Schrift Beantwortung der Frage: Was ist Aufklärung? heißt es: „Aufklärung ist der Ausgang des Menschen aus seiner selbstverschuldeten Unmündigkeit“. Der aufgeklärte Mensch bedarf keiner Autorität, keiner Tradition, keines Gottes, sondern nutzt selbständig und unabhängig seinen Verstand. Er beruft sich in seiner wissenschaftlichen Weltsicht auf die Naturgesetze, die er in der Zusammenstimmung seines Denkens mit den sinnlich wahrgenommenen Erscheinungen konstruiert. Das Falsche offenbart sich im Mangel des systematischen Denkens, wenn die Dinge nicht funktionieren, der Funke im Labor nicht zündet, die Brücke einstürzt, der Krieger von der besser funktionierenden Waffe des Gegners getötet wird. Erst mündig, folgt der Bürger in der Gesellschaft dem Prinzip der Selbsterhaltung; in Gestalt „des Sklavenhalters, freien Unternehmers, Administrators“ ist er „das logische Subjekt der Aufklärung“. Die Morallehren der Aufklärung, die der als Aberglaube geschwächten Religionslehre eine Vernunftmoral entgegenzustellen suchten, in der jedermann einem allgemeinen Prinzip zustimmen solle, scheitern, wenn das Selbsterhaltungsinteresse diesen entgegensteht. Der Bürger, der dem kantischen kategorischen Imperativ aus der Kritik der praktischen Vernunft beistimmt, – „Handele so, dass die Maxime deines Willens jederzeit zugleich als Prinzip einer allgemeinen Gesetzgebung gelten könne“, – folgt keiner wissenschaftlichen Vernunft, sondern einer Narretei, wenn er sich deswegen einen materiellen Gewinn entgehen lässt. Unlebendiges und Lebendes bis hin zum Menschen werden dem Herrschenden zum Material. Was zählt, ist die „schlaue Selbsterhaltung“ im Kampf um die Macht und für den unterworfenen Einzelnen „die Anpassung ans Unrecht um jeden Preis“.
Bei de Sade wie bei Nietzsche wird das „szientifische Prinzip ins Vernichtende“ gesteigert. Juliette „dämonisiert den Katholizismus als jüngste Mythologie und mit ihm Zivilisation überhaupt“. Die Quintessenz formuliert Nietzsche in seinem Werk Der Antichrist: „Die Schwachen und Missrathnen sollen zu Grunde gehen: erster Satz unsrer Menschenliebe. Und man soll ihnen noch dazu helfen.“ Doch während Nietzsche das große Ziel der Lehre vom „Übermenschen“ im Blick hat, ist die aufgeklärte Juliette vom „Vorurteil fürs Große“ frei, bei ihr regiert der reine Nihilismus. Alles bleibt sinnfrei der Willkür des verbrecherischen Lustprinzips verhaftet. „Selbst noch Unrecht, Hass, Zerstörung werden zum Betrieb, seitdem durch Formalisierung der Vernunft alle Ziele den Charakter der Notwendigkeit und Objektivität als Blendwerk verloren haben.“ So demontiert Sades Juliette alle Konventionen und Werte – Familie, Religion, Gesetz, Moral –, nichts vermag übrig zu bleiben, was die Gesellschaft ehemals zusammenhielt, alles fällt dem Wirtschaftsbetrieb und der enthemmten Ökonomie der aufgeklärten Verbrechergangs zum Opfer.
Nach Horkheimer und Adorno nimmt Juliette mit ihren „privaten Lastern“ die „öffentlichen Tugenden“ der totalitären Ära des 20. Jahrhunderts vorweg: „Die Unmöglichkeit, aus der Vernunft ein grundsätzliches Argument gegen den Mord vorzubringen, nicht vertuscht, sondern in alle Welt geschrien zu haben, hat den Haß entzündet, mit dem gerade die Progressiven Sade und Nietzsche heute noch verfolgen. […] Indem die mitleidlosen Lehren die Identität von Herrschaft und Vernunft verkünden, sind sie barmherziger als jene der moralischen Lakaien des Bürgertums.“

### Kulturindustrie – Aufklärung als Massenbetrug
Ein gegenwartsdiagnostischer Kernpunkt der Dialektik der Aufklärung ist die „Aufklärung als Massenbetrug“. Unter Kulturindustrie ist die kommerzielle Vermarktung von Kultur zu verstehen; der Industriezweig, der sich gezielt mit der Herstellung von Kultur beschäftigt. Im Gegensatz dazu steht die authentische Kultur.
Nach Auffassung Horkheimers und Adornos raubt industriell hergestellte Kultur dem Menschen die Phantasie, eigene Vorstellungen zu entwickeln, und übernimmt das Nachdenken für ihn. Die „Kulturindustrie“ liefert die „Ware“ so, dass dem Menschen nur noch die Aufgabe des Konsumenten zukommt. Durch Massenproduktion ist alles gleichartig und unterscheidet sich höchstens in Kleinigkeiten. Alles wird in ein Schema gepresst und erwünscht ist es, die reale Welt so gut wie möglich nachzuahmen. Triebe werden so weit geschürt, dass eine Sublimierung nicht mehr möglich ist.
Als Beispiel nennen sie den Kinofilm. Prinzipiell sind alle Filme ähnlich. Sie sind darauf ausgelegt, die Wirklichkeit möglichst gut wiederzugeben. Auch Fantasy-Filme, die den Anspruch erheben, nicht realitätsnah zu sein, werden den Anforderungen nicht gerecht. Egal, wie außergewöhnlich sie sein wollen, das Ende ist zumeist schon sehr schnell absehbar, da es nun mal viele Filme gibt, die nach dem gleichen Schema produziert wurden. Des Weiteren werden z. B. durch erotische Darstellungen Triebe so weit gestärkt, dass eine Umwälzung auf anderes nicht mehr möglich ist.
Das Ziel der Kulturindustrie ist – wie in jedem Industriezweig – ökonomischer Art. Alles Bemühen ist auf wirtschaftliche Erfolge ausgerichtet.
Die authentische Kultur hingegen ist nicht zielgerichtet, sie ist Selbstzweck. Sie fördert die Phantasie des Menschen, indem sie Anregungen gibt, aber anders als die Kulturindustrie, den Freiraum für eigenständiges menschliches Denken lässt. Authentische Kultur will nicht die Wirklichkeit nachstellen, sondern weit über sie hinausgehen. Sie ist individuell und lässt sich nicht in ein Schema pressen.
Als Ursachen für die Entstehung von Kulturindustrie führen Horkheimer und Adorno an, dass sich Firmen finden, die Kultur vermarkten und dadurch das ökonomische Ziel der Profitmaximierung verfolgen. Durch diesen Umstand bleibt Kultur nicht, was sie ist beziehungsweise sein soll, sondern wird eine Ware wie jede andere.

### Elemente des Antisemitismus
Das Kapitel über die Elemente des Antisemitismus bezeichnen Horkheimer und Adorno als den Entwurf einer „philosophische[n] Urgeschichte des Antisemitismus“. „Sein ‚Irrationalismus‘ wird aus dem Wesen der herrschenden Vernunft selber und der ihrem Bild entsprechenden Welt abgeleitet.“ (DdA 7) Die Ursachen des Antisemitismus sind nicht eindimensional zu fassen. Es besteht vielmehr ein Feld miteinander verwobener Gründe, warum die Aufklärung sich in ihr Gegenteil verkehrt. Um dieses aufzuzeigen, entwickelten Horkheimer und Adorno sieben Thesen, in denen sie den verschiedenen Aspekten nachgehen.
1. Die Abgrenzung der Juden als homogene Gruppe findet im Faschismus in gleicher Weise statt wie im Liberalismus, wenn auch die Motive äußerst unterschiedlich sind. Während für den Faschismus die Juden biologistisch die „Gegenrasse, das negative Prinzip als solches“ sind, die „vom absolut Bösen als das absolut Böse gebrandmarkt“ werden, mit denen man nur noch als Objekt verfährt und sie „wie Ungeziefer“ vertilgt (DdA 177), bilden auch für den Liberalismus die Juden eine besondere Gemeinschaft, die sich über Religion und Tradition definiert und die eines besonderen Schutzes bedarf. Indem die Juden als „Schutzjuden“ exponiert werden, wird ihre ausgegrenzte Stellung in der Gesellschaft manifestiert. (DdA 178)
2. „Die antisemitische Verhaltensweise wird in den Situationen ausgelöst, in denen verblendete, der Subjektivität beraubte Menschen als Subjekte losgelassen werden.“ (DdA 180) Diese Form des Antisemitismus ist blind und intentionslos. Er ist dann ein Ventil für die Masse, mit dem sie ihre durch die beengenden Begrenzungen der Zivilisation aufgestauten Aggressionen verarbeiten kann. Zur Entlastung von solchen Aggressionen wird der Antisemitismus von den Herrschenden gestützt und kultiviert, indem etwa der Mythos vom jüdischen Bankier, der den Bolschewismus finanziert, geschürt wird. (DdA 181)
3. Aufgrund ihrer Geschichte der Ausgrenzung stehen die Juden als Sinnbild für den Kapitalismus und dessen negative Folgen. Ihnen wird „das ökonomische Unrecht der ganzen Klasse aufgebürdet“. (DdA 183)
4. Der Antisemitismus beinhaltet ein grundsätzlich religiöses Motiv, mit dem sich das Christentum gegenüber der „Vaterreligion“ eifersüchtig in einer 2000 Jahre währenden Geschichte des Antijudaismus abgrenzt. Dieses religiöse Moment wird in den Faschismus mit Massenkultur und Aufmärschen transponiert. (DdA 185)
5. Die fünfte These setzt sich mit der psychologischen Wirkung des Fremden auseinander. Der Mensch schafft sich durch nachahmendes Verhalten (Mimesis) eine vertraute Basis, der Welt zu begegnen. Dieses ursprüngliche Anschmiegen an die Natur wird gebrochen durch die Zivilisation. „Die von Zivilisation Geblendeten erfahren ihre eigenen tabuierten mimetischen Züge erst an manchen Gesten und Verhaltensweisen, die ihnen bei anderen begegnen, und als isolierte Reste, als beschämende Rudimente in der rationalisierten Umwelt auffallen. Was als Fremdes abstößt, ist nur allzu vertraut. Es ist die ansteckende Gestik der von Zivilisation unterdrückten Unmittelbarkeit: Berühren, Anschmiegen, Beschwichtigen, Zureden. Anstößig heute ist das Unzeitgemäße solcher Regungen.“ (DdA 190) Durch das Herausarbeiten besonderer mimetischer Eigenschaften der Juden entsteht die Distanz gegenüber dem Andersartigen. Adorno/Horkheimer nennen als Beispiele mimetischer Chiffren Gestik, den singenden Tonfall oder auch die Nase als Metonymie der „Riechlust“ (DdA 193). Die Abgrenzung ermöglicht dann die Stärkung des eigenen Selbstbewusstseins. „Indem der Verwurzelte an seiner Differenz vom Juden die Gleichheit, das Menschliche, gewahrt, wird in ihm das Gefühl des Gegensatzes, der Fremdheit, induziert. So werden die tabuierten, der Arbeit in ihrer herrschenden Ordnung zuwiderlaufenden Regungen in konformierende Idiosynkrasien umgesetzt.“ (DdA, 194)
6. Der Antisemitismus beruht auch auf einer falschen Projektion, die schließlich in einer gesellschaftlichen Paranoia mündet. „Der als Feind Erwählte wird schon als Feind wahrgenommen. Die Störung liegt in der mangelnden Unterscheidung des Subjekts zwischen dem eigenen und fremden Anteil am projizierten Material.“ (DdA 196) Das Problem liegt darin, dass in der (faschistischen) Gesellschaft die Reflexion auf diese Projektion nicht stattfindet. „Der durchdringende und der vorbeisehende Blick, der hypnotische und der nichtachtende, sind vom gleichen Schlage, in beiden wird das Subjekt ausgelöscht. Weil solchen Blicken die Reflexion fehlt, werden die Reflexionslosen davon elektrisiert.“ (DdA 201)
7. Im Unterschied zu vorhergehenden Formen des Antisemitismus wie etwa dem liberalen Antisemitismus des späten 19. Jahrhunderts wird der zeitgenössische Antisemitismus schließlich dadurch gestützt, dass er nur noch ein „Ticket“ ist, eine Komponente von mehreren, die eine totalitäre Ideologie ausmachen. Das Mitläufertum nimmt den Antisemitismus, ohne ihn zu hinterfragen, hin, weil die Bejahung der Herrschaft auf der Bejahung des Systems als solchem beruht. Die Verantwortung liegt nicht mehr wie in der Aufklärung beim Individuum, sondern ist an die Herrschenden abgetreten. „Was der Einzelne jeweils tun soll, braucht er sich nicht erst mehr in einer schmerzhaften inneren Dialektik von Gewissen, Selbsterhaltung und Trieben abzuringen.“ (DdA 213) Einem solchen Denken ist es egal, ob es überhaupt noch „den Juden“ in der bekämpften Gestalt gibt.

## Rezeption
Ursprünglich waren die Fragmente als „Flaschenpost“ gedacht, die vielleicht in ferner Zeit gefunden und als brauchbar erkannt werden würde. Eine breitere Rezeption der Dialektik der Aufklärung stellte sich auch erst 20 Jahre nach Erscheinen des Buches ein, bewirkt durch die 68er-Bewegung, die jedoch die politisch resignative Tendenz des Buches ignorierte und bei ihren politischen Verlautbarungen stärker auf Horkheimers frühe Aufsätze (Die Juden und Europa, Autoritärer Staat) zurückgriff. Gleichwohl gilt es seither als grundlegendes Werk der Kritik der Rationalität und nach Günter Figal als „Programmschrift“ der Kritischen Theorie, die nach den Worten Schmid Noerrs „zu dem am intensivsten rezipierten und am häufigsten diskutierten Schriften der Kritischen Theorie [gehört]“. Gerhard Schweppenhäuser sieht in ihr eine „negative Universalgeschichte der abendländischen Zivilisation“ mit einer „problematischen Tendenz zur Abgeschlossenheit“, ohne „Benjamins ‚messianische Revolutionshoffnung‘“. Albrecht Wellmer nennt es „das schwärzeste Buch der Frankfurter Schule“. Jan Philipp Reemtsma deutet Motiv und Analyserahmen dahingehend, dass die Autoren das gegenwärtige historische Unheil, das totalitäre Naziregime, „aus seinen historisch fernsten – Mythos – und seinen aktuellsten – Kulturindustrie – Quellen“ analysieren und aufzeigen, wie sich beide verbinden.
Im Philosophischen Diskurs der Moderne hält Jürgen Habermas Horkheimer und Adorno vor, sie hätten sich in der Problemlage Anfang der vierziger Jahre einer „hemmungslosen Vernunftsskepsis überlassen, statt die Gründe zu erwägen, die an dieser Skepsis selber zweifeln lassen“. Aus der Sicht Habermas’ übergehen sie die vernünftigen Gehalte der Aufklärung wie die Ausdifferenzierung von Recht, Moral und Wissenschaften und die Institutionalisierung der Demokratie. Ihre nivellierende Darstellung lasse zudem wesentliche Züge der „kulturellen Moderne“ unberücksichtigt, wie „die Produktivität und die sprengende Kraft ästhetischer Grunderfahrungen, die eine von Imperativen der Zwecktätigkeit und von Konventionen der alltäglichen Wahrnehmung freigesetzte Subjektivität ihrer eigenen Dezentrierung abgewinnt“.

„Wie können die beiden Aufklärer, die sie immer noch sind, den vernünftigen Gehalt der kulturellen Moderne so unterschätzen, daß sie in allem nur eine Legierung von Vernunft und Herrschaft, Macht und Geltung wahrnehmen?“

Weiterhin weist Habermas auf eine Aporie hin: Angesichts des behaupteten totalen Verblendungszusammenhangs können die Autoren ihre Kritik der Aufklärung nicht mit den Mitteln der Dialektik der Aufklärung begründen. Wie die Philosophin Anke Thyen schlussfolgert, bedarf es dazu „Deutungsmuster, die letztlich nicht ihrer Argumentation selbst entstammen“. Laut Habermas praktizieren sie „ad hoc die bestimmte Negation“.
Unter den ausländischen Philosophen, die der Dialektik der Aufklärung ihre Reverenz erwiesen, zählt Michel Foucault zu den namhaftesten. Zu den theoretischen Gemeinsamkeiten zwischen ihnen gehört die These, dass Rationalität und Herrschaftsstrukturen bzw. Machtmechanismen eng miteinander verknüpft sind. Seine Wertschätzung bringt Foucault im Jahr 1978 wie folgt zum Ausdruck:

„Wenn ich die Verdienste der Philosophen der Frankfurter Schule anerkenne, so tue ich es mit dem schlechten Gewissen von jemanden, der ihre Bücher früher hätte lesen, sie früher hätte verstehen sollen. Hätte ich ihre Bücher gelesen, so hätte ich eine Menge Dinge nicht sagen müssen, und mir wären Irrtümer erspart geblieben. Vielleicht wäre ich, wenn ich die Philosophen dieser Schule in meiner Jugend kennengelernt hätte, von ihnen so begeistert gewesen, daß ich nichts weiter hätte tun können, als sie zu kommentieren.“

Zu den kritischen Stimmen zählt die des polnischen Philosophen Leszek Kołakowski. Er kritisiert vornehmlich den von den Autoren verwandten Aufklärungsbegriff und ihren elitären Kulturbegriff:

„Allgemein gesprochen ist der Begriff der ‚Aufklärung‘ ein phantastisch zusammengeflickter, unhistorischer Bastard, der sich aus allem zusammensetzt, was die Autoren empört: Positivismus, Logik, deduktive Wissenschaften, empirische Wissenschaften, Kapitalismus, Herrschaft des Geldes, Massenkultur, Liberalismus und Faschismus. Ihre Kulturkritik, so sehr sie auch verschiedene […] treffende Bemerkungen über die schädlichen Auswirkungen der Kommerzialisierung der Kunst enthält, ist ganz eindeutig von einer melancholischen Sehnsucht nach einer Zeit erfüllt, als nur eine Elite an der Rezeption der Kunst teilhatte […]“

Stefan Breuer kritisiert die von den Autoren vorgenommene „naturalistische Deutung von Herrschaft“, die sie mit Macht und Gewalt identifizierten und damit den Differenzierungsgewinn der frühen deutschen Soziologie ignorierten. Schon Georg Simmel habe Herrschaft als eine gesellschaftliche Form der Über- und Unterordnung erklärt, und Max Webers Konzept der Herrschaft setze schließlich eine soziale Beziehung zwischen Herrschenden und Beherrschten voraus, weshalb ein Begriff wie „Naturbeherrschung“ widersprüchlich sei. Auf Widerspruch stieß auch die auf Adorno zurückgehende „welthistorische Generalisierung der Begriffe ‚Bürger‘ und ‚bürgerlich‘“, die eine historische Spannweite von der Sklavenhaltergesellschaft bis zur verwalteten Welt umfasst. So formulierten die Autoren beispielsweise: „Der Bürger in den sukzessiven Gestalten des Sklavenhalters, freien Unternehmers, Administrators, ist das logische Subjekt der Aufklärung“. Vollends die Interpretation der mythischen Figur des Odysseus als Urbild des bürgerlichen Individuums rechnet Stefan Breuer einer modernisierenden Lektüre zu, der Hans-Georg Gadamer einen „Mangel an historischer Reflexion“ bescheinigte.
Die aktuelle Rezeption erfolgt im Widerstreit von Kritik und Verteidigung der Vernunftkritik mit den Protagonisten Habermas auf der einen Seite und dem französischen Poststrukturalismus auf der anderen.

### Textausgaben

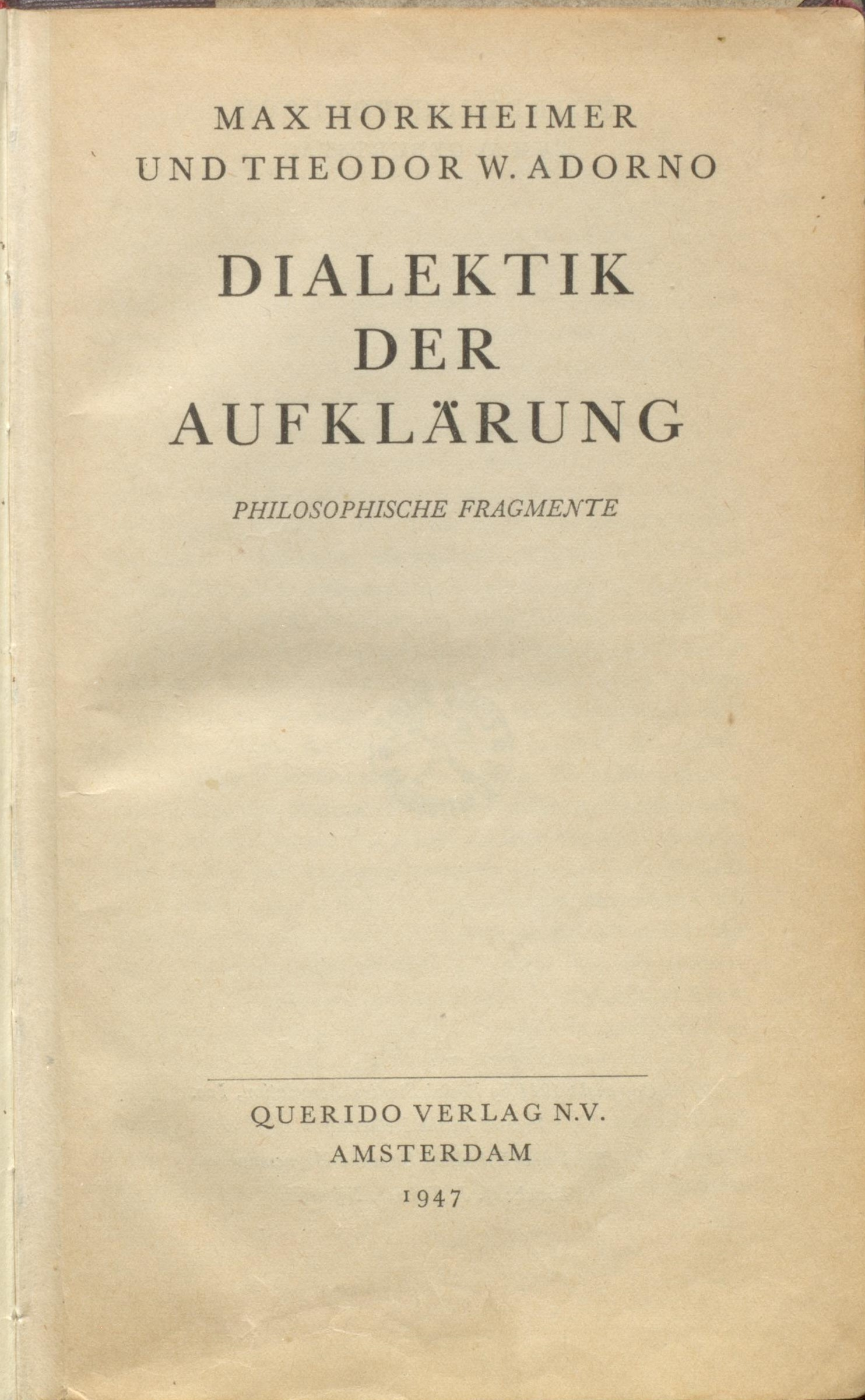
Dialektik der Aufklärung (1947)

- Max Horkheimer und Theodor W. Adorno: Dialektik der Aufklärung. Hektografiertes Manuskript 1944 (aus Anlass des 50. Geburtstags von Friedrich Pollock).
- Max Horkheimer und Theodor W. Adorno: Dialektik der Aufklärung. Philosophische Fragmente. Friedrich Pollock zum 50. Geburtstag.[83] Querido, Amsterdam 1947 [erweiterte Fassung, 2000 Exemplare].
- Max Horkheimer und Theodor W. Adorno: Dialektik der Aufklärung. S. Fischer, Frankfurt 1969, Nachdruck als Taschenbuch 1988, ISBN 978-3-596-27404-8.
- Theodor W. Adorno: Dialektik der Aufklärung. Philosophische Fragmente (Gesammelte Schriften, Band 3. Hrsg. von Rolf Tiedemann). Suhrkamp, Frankfurt 1981, ISBN 978-3-518-07493-0 (in der Taschenbuchausgabe nicht mehr enthalten).
- Max Horkheimer: Dialektik der Aufklärung und Schriften 1940–1950. (Gesammelte Schriften, 19 Bände, hrsg. von Gunzelin Schmid Noerr, Band 5), S. Fischer, Frankfurt 1987 (3. Aufl. 2003), ISBN 978-3-596-27379-9.
  - Theodor Adorno, Max Horkheimer: Zur Dialektik der Aufklärung. Gastbeitrag in: Frankfurter Rundschau, 1968.
- Theodor Adorno, Max Horkheimer: Dialektik der Aufklärung. Philosophische Fragmente, mit einem Vorwort von Eva von Redecker, S. Fischer, Frankfurt 2022.

### Sekundärliteratur
- Clemens Albrecht: Die Dialektik des Scheiterns. Aufklärung mit Horkheimer und Adorno. In: Zeithistorische Forschungen 1 (2004), S. 318–323.
- Stefano Cochetti: Mythos und „Dialektik der Aufklärung“. Königstein im Taunus 1985, ISBN 3-445-02452-9.
- Georg Dörr: Muttermythos und Herrschaftsmythos. Zur Dialektik der Aufklärung um die Jahrhundertwende bei den Kosmikern, Stefan George und in der Frankfurter Schule. Königshausen & Neumann, Würzburg 2007, ISBN 978-3-8260-3511-1 (Epistemata Reihe Literaturwissenschaft 588, englischsprachige Rezension aus: Focus on German Studies).
- Manfred Gangl, Gérard Raulet (Hrsg.): Jenseits instrumenteller Vernunft. Kritische Studien zur „Dialektik der Aufklärung“. Band 3. Peter Lang, Frankfurt am Main 1998, ISBN 3-631-33184-3 (Schriftenreihe zur politischen Kultur der Weimarer Republik 3).
- Rolf Grimminger: Die Ordnung, das Chaos und die Kunst. Für eine neue Dialektik der Aufklärung. Suhrkamp Verlag, Frankfurt am Main 1986
- Jürgen Habermas: Die Verschlingung von Mythos und Aufklärung. Horkheimer und Adorno. In: Der Philosophische Diskurs der Moderne. Zwölf Vorlesungen. Suhrkamp, Frankfurt am Main 2007, ISBN 978-3-518-28349-3, S. 130–157.
- Heidrun Hesse: Vernunft und Selbstbehauptung. Kritische Theorie als Kritik der neuzeitlichen Rationalität. Frankfurt am Main 1984.
- Andreas Hetzel: Interpretation. Max Horkheimer / Theodor W. Adorno: Dialektik der Aufklärung. In: Interpretationen. Hauptwerke der Sozialphilosophie. Reclam, Stuttgart 2001, ISBN 3-15-018114-3, S. 148–172.
- Andreas Hetzel: Dialektik der Aufklärung. In: Richard Klein, Johann Kreuzer, Stefan Müller-Doohm (Hrsg.): Adorno-Handbuch. Leben – Werk – Wirkung. J. B. Metzler, Stuttgart 2011, ISBN 978-3-476-02626-2, S. 389–397.
- Harry Kunnemann, Hent de Vries (Hrsg.): Die Aktualität der „Dialektik der Aufklärung“. Zwischen Moderne und Postmoderne. Campus, Frankfurt am Main u. a. 1989, ISBN 3-593-34012-7.
- Martin Mittelmeier: Freiheit und Finsternis. Wie die »Dialektik der Aufklärung« zum Jahrhundertbuch wurde. Siedler Verlag, München 2021, ISBN 978-3-8275-0139-4.
- Marc-Pierre Möll: Ist Aufklärung totalitär? Zur „Dialektik der Aufklärung“ von Horkheimer und Adorno. In: Aufklärung und Kritik. Nr. 2, 2003, S. 12–22 (gkpn.de [PDF; 45 kB]).
- Willem van Reijen, Gunzelin Schmid Noerr (Hrsg.): Vierzig Jahre Flaschenpost. Dialektik der Aufklärung 1947–1987. Fischer, Frankfurt am Main 1987, ISBN 3-596-26566-5.
- Gunzelin Schmid Noerr: Wie die „dunklen Schriftsteller des Bürgertums“ die Dialektik der Aufklärung erhellen. In: Uwe H. Bittlingmayer, Alex Demirović, Tatjana Freytag (Hrsg.): Handbuch Kritische Theorie. Band 1. Springer VS, Wiesbaden 2019, S. 211–234.
- Gunzelin Schmid Noerr, Eva-Maria Ziege (Hrsg.): Zur Kritik der regressiven Vernunft. Beiträge zur "Dialektik der Aufklärung". Springer VS, Wiesbaden 2019.
- Gerhard Schweppenhäuser: Am Ende der bürgerlichen Geschichtsphilosophie. Max Horkheimer/Theodor W. Adorno: ‚Dialektik der Aufklärung‘ (1947). In: Walter Erhard, Herbert Jaumann (Hrsg.): Jahrhundertbücher. Große Theorien von Freud bis Luhmann. Beck, München 2000.
- Helmut Seidel: Aufklärung und die Gegenwart. Zur Kritik der „Dialektik der Aufklärung“ von Adorno und Horkheimer. In: UTOPIE kreativ. Nr. 109/110 (November/Dezember), 1999, S. 101–110 (rosalux.de [PDF; 75 kB] Vortrag an der Rosa-Luxemburg-Stiftung).
- Jörg Später: Antisemitismus als »Ritual der Zivilisation«. Horkheimers und Adornos »Dialektik der Aufklärung« (1944/47). In: Zeithistorische Forschungen 20 (2023), S. 480–487.
- Heinz Steinert: Das Verhängnis der Gesellschaft und das Glück der Erkenntnis. Dialektik der Aufklärung als Forschungsprogramm. 1. Aufl. 2007, ISBN 978-3-89691-710-2.